# 亚历克莎·瓜拉奇
亚历克莎·瓜拉奇（西班牙語：Alexa Guarachi，1990年11月17日—），智利女子网球运动员。她曾代表智利参加2019年泛美运动会网球比赛，获得一枚金牌。她也曾在2020年法国网球公开赛上获得女子双打亚军。